# Zeluán
Zeluán (también conocida por su nombre en francés, Selouane; en árabe: سلوان o سروان‎; en lenguas bereberes: ⵙⵍⵡⴰⵏ, Selwán) es una ciudad de Marruecos situada en la provincia de Nador. Según el censo de 2014, tiene una población de 21 570 habitantes.
Cuenta con una alcazaba del siglo XVII en estado de semirruina protegida por una muralla exterior. 

## Historia

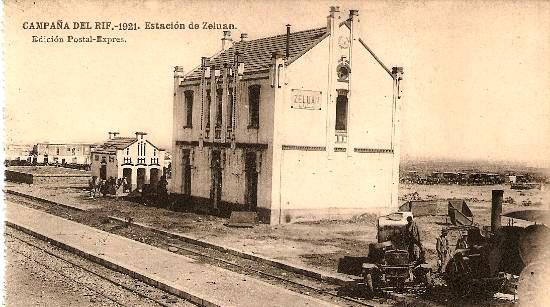
Estación de Zeluán de la línea Melilla-Tistutin (1921)

En este lugar se refugió un contingente del ejército español durante los sucesos de la guerra del Rif conocidos como desastre de Annual. Tras ser cercados por las tropas rifeñas, se rindieron el 2 de agosto de 1921, produciéndose a continuación actos de venganza y asesinatos masivos que costaron la vida a la mayor parte de los soldados y oficiales españoles allí refugiados, alrededor de 500.